# Tom Strohschneider

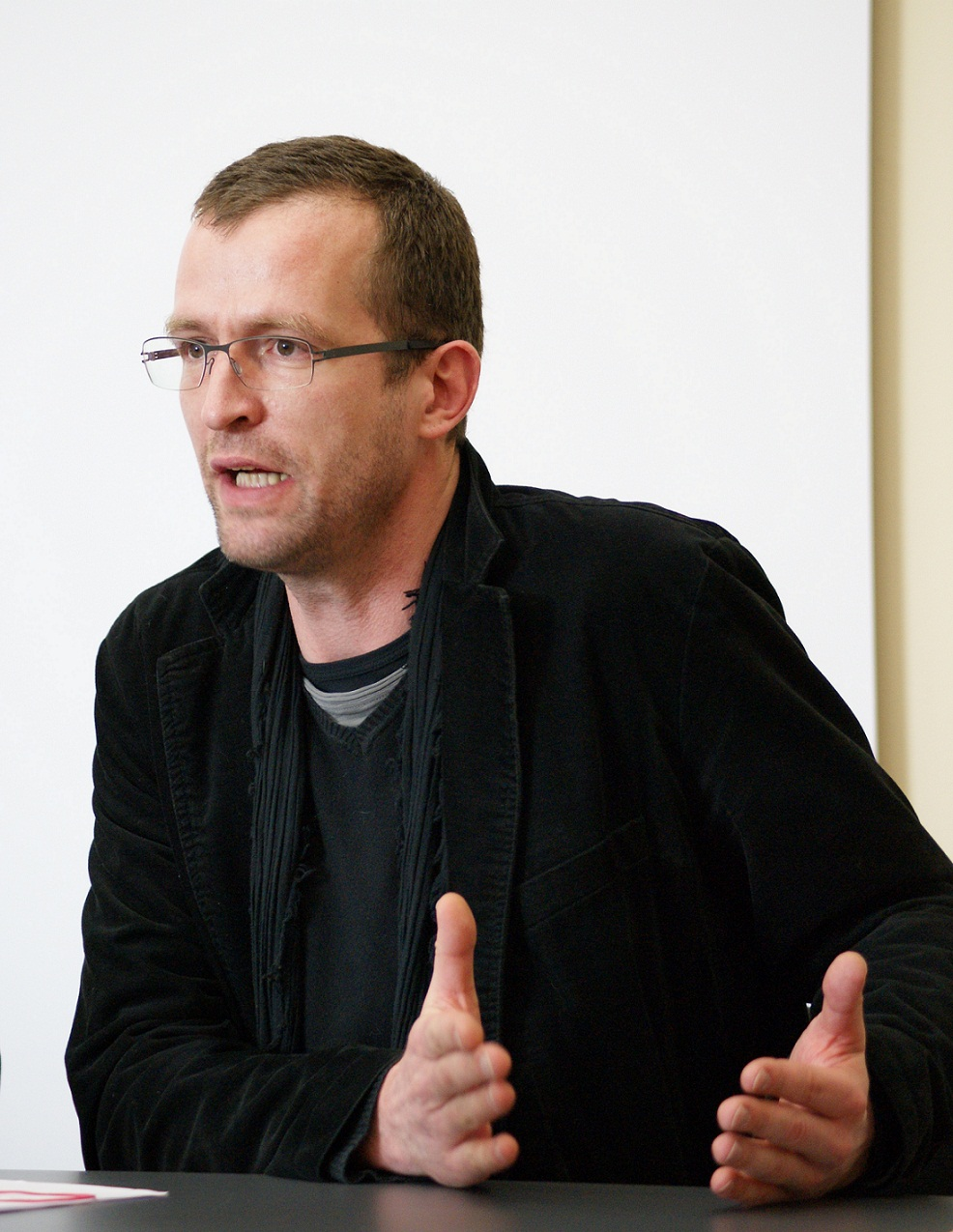
Tom Strohschneider (2013)

Tom Strohschneider (* 1974 in Ost-Berlin) ist ein deutscher Journalist. Vom 1. August 2012 bis Ende 2017 war er Chefredakteur der Tageszeitung Neues Deutschland.

## Leben
Strohschneider wurde im Berliner Stadtbezirk Friedrichshain als Sohn von Psychologen geboren und beschreibt sein Aufwachsen in der DDR als „Nischendasein“, in dem „viel politisiert“ und viel gelesen wurde. Er erlebte Mauerfall und Einheit als Jugendlicher und nahm die Probleme der DDR vor der Wende als „Knirschen einer Übergangsgesellschaft“ wahr. Strohschneider studierte an der Humboldt-Universität zu Berlin sowie zeitweise an der Universität Graz Neuere und Neueste Geschichte, Kunsttheorie (Ästhetik), Politikwissenschaft und Soziologie.
Ab 2000 absolvierte er ein Volontariat bei der Tageszeitung Neues Deutschland und stieg anschließend als Redakteur Inland bis zum stellvertretenden Ressortleiter auf. Eine Zeit lang war er zudem Vorsitzender des Betriebsrates der Neues Deutschland GmbH. Dabei beschäftigte er sich kritisch mit der Geschichte des Blattes, das zur DDR-Zeit SED-Zentralorgan gewesen war.
Im Jahr 2008 ging er für vier Jahre zur Berliner Wochenzeitung der Freitag und war anschließend für ein halbes Jahr bei der ebenfalls in Berlin erscheinenden Tageszeitung die taz im Ressort Meinung tätig, bevor er am 1. August 2012 mit der Maßgabe zum Neuen Deutschland zurückging, jüngere Leserschichten zu erschließen. Zunächst teilte er sich dort die Funktion des Chefredakteurs mit seinem Vorgänger Jürgen Reents, seit dem 1. Januar 2013 war er alleiniger Chefredakteur.
Strohschneider betrieb daneben bis Ende 2012 ein Blog unter der Bezeichnung Lafontaines Linke, in dem er die Geschicke der Partei Die Linke „sympathisierend“ (Mariam Lau) begleitete. Er selbst ist parteilos und nennt sein Verhältnis zur Partei „kritisch-solidarisch-beobachtend“. Strohschneider engagiert sich – zuletzt in einer 2014 erschienenen „Flugschrift“ über eine „linke Mehrheit“ – in den Debatten über eine mögliche rot-rot-grüne Koalition auf Bundesebene. Sein taz-Kollege Stefan Reinecke würdigt, er sei „wahnsinnig schnell“ und „gewandt“ und habe das „verschlafene“ Neue Deutschland „überraschend schnell aufpoliert“. Dem rapiden Auflagenrückgang konnte jedoch auch er kein Ende setzen. Er verließ die Redaktion auf eigenen Wunsch zum Ende des Jahres 2017, das Blatt befand sich in einer desolaten wirtschaftlichen Lage. Er wirkte danach federführend an der monatlich erscheinenden Wirtschaftszeitung OXI mit, die bis zur Einstellung der gedruckten Ausgabe auch dem Neuen Deutschland beilag.
Tom Strohschneider ist Autor der Rosa-Luxemburg-Stiftung.
Strohschneider lebt in Berlin-Kreuzberg.

## Schriften
- Erziehung in der Produktion. Jugendbrigaden in der DDR und der Konflikt um die betriebliche Jugendarbeit. VDM Müller, Saarbrücken 2007, ISBN 978-3-8364-0443-3; Neuausgabe: AV Akademikerverlag, Saarbrücken 2012, ISBN 978-3-639-39751-2 (print on demand; auch als kostenpflichtige Online-Ressource).
- zusammen mit dem ND-Redakteur Wolfgang Hübner: Lafontaines Linke: ein Rettungsboot für den Sozialismus? Karl Dietz, Berlin 2007 (kostenfreier Download).
- Linke Mehrheit? Über rot-rot-grün, politische Bündnisse und Hegemonie. VSA, Hamburg 2014, ISBN 978-3-89965-596-4 (FAZ-Rezension).
- What's left? Europas Linke, der Rechtsruck und ein sozialistischer Kompromiss. VSA, Hamburg 2016, ISBN 978-3-89965-669-5.
- als Hrsg.: Eduard Bernstein oder: Die Freiheit des Andersdenkenden. Dietz Verlag, Berlin 2019, ISBN 978-3-320-02361-4 (Frei verfügbar als PDF-Datei).